# Asuka Fujita
Asuka Fujita (în japoneză 藤田 明日香, n. 14 februarie 1996, în Osaka) este o handbalistă din Japonia care din martie 2024 evoluează pe postul de extremă dreapta pentru clubul românesc CS Gloria 2018 Bistrița-Năsăud și echipa națională a Japoniei.
Fujita a evoluat pentru naționala de handbal feminin a Japoniei la Campionatele Mondiale din Germania 2017, Japonia 2019 și Spania 2021.
În sezonul 2023-2024 Fujita a luat o pauză pentru a deveni mamă.

## Palmares
- Campionatul Asiatic:
  -  Medalie de argint: 2017, 2018

- Jocurile Asiatice:
  -  Medalie de bronz: 2018

- Liga Europeană:
  -  Medalie de bronz (Turneul Final Four): 2021
  - Locul 4 (Turneul Final Four): 2022
  - Sfertfinalistă: 2023

- Cupa EHF:
  - Turul 3: 2019

- Campionatul Germaniei:
  -  Câștigătoare: 2020

- Liga Națională: 
  -  Medalie de argint: 2021
  -  Medalie de bronz: 2024